# Joystick (datortidning)
Joystick var en datortidning som gavs ut av förlaget Sport & Fritid Press AB (numera Baltic Press) mellan 1983 och 1987.
Bland tidningens medarbetare fanns:
- Janne Törnqvist - redaktionellt ansvarig
- Claes Magnusson, ansvarig utgivare
- Lars-Göran Nilsson - konsult
- Dick Blomberg - konsult (numera på Sveriges Radio)
- Micke Fant - administration
- Daniel Törnqvist
- Pontus Österlin
- Bjarne Hedén - skribent, redaktör, C64 kodning (1985-1987)
- Per-Åke Welin, teknisk redaktör
- Anne Fant, annonser
- Clas Kristiansson, skribent
- Johan T. Lindwall, skribent

## Utgåvor
| Utgivning                               | Titel                  | Förlag |
| --------------------------------------- | ---------------------- | ------ |
| Årg. 1 (1983):nr 1 - årg. 3 (1985):nr 1 | Joystick               |        |
| 1985:nr 2 - 1987:nr 4                   | Joystick: klubbtidning |        |